# Tasmarubrius tarraleah
Tasmarubrius tarraleah là một loài nhện trong họ Amphinectidae. Loài này phân bố ở Tasmanië.